# Gabino Rey
Gabino Rey Santiago (8. ledna 1928, Marín, Pontevedra – 2. května 2006, Barcelona, Španělsko) byl španělský malíř. Znám byl pod uměleckým jménem Gabino.

## Život
V Galícii narozený Rey se během španělské občanské války (1936 až 1939) přestěhoval do Barcelony. Tam byl žákem španělského malíře Ramona Rogenta.
Na svých dílech zobrazoval především krajinu, květiny a venkovský život. Jeho nejznámější malba „El Port“ vznikla roku 1977 v barcelonském přístavu.
Reyova díla vynikají hlavně uzpůsobením světla, díky čemuž byl také nazýván „maestro de la luz“ (Mistr světla).
Vystavoval v Madridu i Barceloně, Londýně, Paříži a New Yorku.